# Pay per impression
Il pay per impression, spesso abbreviato con PPI è un termine utilizzato nell'Internet marketing. Si riferisce a tutte le tipologie di remunerazione tramite banner pubblicitari e di intrattenimento pubblicitario visivo in cui gli inserzionisti pagano ogniqualvolta un annuncio viene visualizzato.
In generale il guadagno degli editori si definisce in termini di CPM cioè costo di 1000 esposizioni.
Il costo per impressione, insieme al pay per click (PPC) e al costo per ordine, viene utilizzato per valutare l'economicità e la redditività della pubblicità online. Il costo per impressione è la strategia pubblicitaria online più vicina a quelle offerte su altri media come televisione, radio o carta stampata, che vendono pubblicità sulla base di spettatori stimati, ascoltatori o lettori. Il PPI fornisce una misura comparabile per confrontare la pubblicità su Internet con altri media.

## Impressione e visualizzazione di pagina
Un'impressione è la visualizzazione di un annuncio da parte di un utente durante la visualizzazione di una pagina web. In questi casi, una singola visualizzazione di pagina produrrebbe un'impressione per ogni annuncio visualizzato. Per conteggiare le impressioni pubblicate nel modo più accurato possibile e prevenire le frodi, un ad server può escludere dal conteggio come impressioni alcune attività non qualificanti come gli aggiornamenti della pagina o altre azioni dell'utente. Quando le tariffe pubblicitarie sono descritte come CPM o CPI si può sapere l'importo pagato per ogni mille impressioni.

## Costruzione
Il costo per impressione deriva dai costi pubblicitari e dal numero di impressioni.
Costo per impressione ($) = Costo pubblicitario ($) / Numero di impressioni (#)
Il costo per impressione viene spesso espresso come "costo per mille impressioni" (CPM) per semplificare la gestione dei numeri. 

## I modelli pubblicitari
Esistono diversi modelli pubblicitari. Ogni modello pubblicitario riprende una fase del ciclo di vendita:
Impressione (visualizzazione) > Clic > Lead (registrazione)> Acquisto (azione):
- Stampa: modello CPM (costo per mille impressioni);
- Clic: modello CPC (costo per clic);
- Lead: modello CPL (costo per lead, ad esempio, registrazione a un sito Web o a una newsletter);
- Azione: modello CPA (costo per azione, ad esempio un acquisto);
- Coinvolgimento: modello CPE (costo per coinvolgimento, ovvero l'interazione con l'annuncio).

## Confronto con il Pay per click
| Pay per click                                                                                       | Pay per impression                                                     |
| --------------------------------------------------------------------------------------------------- | ---------------------------------------------------------------------- |
| Monitorare il numero di clic ricevuti dall'annuncio.                                                | Possibilità di ricevere una elevata percentuale di clic sull'annuncio. |
| Controllare quanto denaro si spende per il traffico pubblicitario.                                  | Generalmente usato per il lancio di un nuovo prodotto o servizio.      |
| Attenersi al budget                                                                                 | Creare riconoscimento per il marchio senza spendere l'intero budget.   |
| Fare pubblicità su siti ad alto traffico e ottenere il vantaggio sia dei clic che dell'esposizione. | Più economico rispetto a PPC e altre forme di marketing                |